# Arizona Sun Corridor

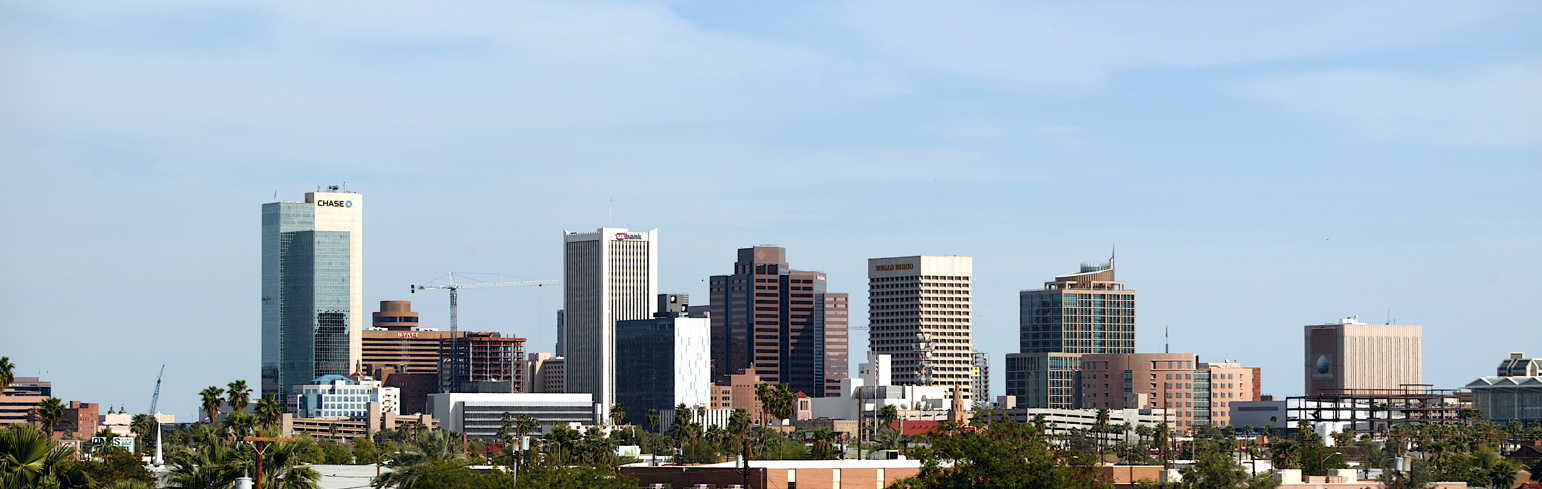
Phoenix è la capitale dello Stato e la città più grande dell'Arizona Sun Corridor

L'Arizona Sun Corridor, abbreviato Sun Corridor, è una megaregione, o area megapolitana, nella parte meridionale dello Stato dell'Arizona. Il Sun Corridor è paragonabile all'Indiana sia per estensione territoriale che per popolazione. È uno degli agglomerati urbani maggiormente in crescita nel Paese e si ipotizza che raddoppierà la sua popolazione entro il 2040. Le più grandi aree metropolitane a farne parte sono l'area metropolitana di Phoenix (Valley of the Sun) e l'area metropolitana di Tucson (The Old Pueblo). La popolazione della regione è annidata nella valle di un ambiente desertico. In maniera simile alla California meridionale, l'area urbana si estende fino al Messico, raggiungendo le comunità di Nogales e Agua Prieta.
La sua popolazione è composta da cinque aree metropolitane: Phoenix, Tucson, Prescott, Sierra Vista-Douglas e Nogales. Di queste, due hanno una popolazione di oltre un milione di abitanti: l'area metropolitana di Phoenix con 4 192 887 abitanti e l'area metropolitana di Tucson con 1 020 200 abitanti. L'Arizona Sun Corridor è composto dalle contee di Maricopa, Pinal e Pima, insieme a parti delle contee di Yavapai, Santa Cruz e Cochise. Ospita oltre l'86 percento della popolazione dell'Arizona.
La maggior parte dell'Arizona Sun Corridor si trova nel deserto di Sonora; a sud della regione troviamo il confine tra gli Stati Uniti e il Messico, e ad est troviamo la zona di transizione dell'Arizona e i monti dell'Arizona. La megaregione della California meridionale si trova a ovest ed è l'altra megaregione più vicina all'Arizona Sun Corridor.